# Pedurenan
Pedurenan is een bestuurslaag in het regentschap Tangerang van de provincie Banten, Indonesië. Pedurenan telt 18.748 inwoners (volkstelling 2010).